# Александровка (Мелеузівський район)
Алекса́ндровка (рос. Александровка, башк. Александровка) — село у складі Мелеузівського району Башкортостану, Росія. Адміністративний центр Александровської сільської ради.
Населення — 520 осіб (2010; 604 в 2002).
Національний склад:
- росіяни — 92%